# Uganda Premier League
De Uganda Premier League, tijdelijk ook Super League geheten, is de hoogste voetbaldivisie in Oeganda die door de nationale voetbalbond (FUFA) wordt georganiseerd. Er nemen zestien clubteams aan deel. Internationaal kunnen de clubs zich kwalificeren voor de CAF-toernooien zoals de Champions League en de Confederation Cup (bekerwinnaar).

## Kampioenen

### Prestaties per club
| Titels | Club                                                                       | Plaats  |
| ------ | -------------------------------------------------------------------------- | ------- |
| 0017   | Villa SC inclusief Nakivubo Villa SC                                       | Kampala |
| 0013   | Kampala Capital City Authority FC (KCCA) inclusief Kampala City Council SC | Kampala |
| 0007   | Express FC Express Red Eagles                                              | Kampala |
| 0006   | Vipers SC inclusief Bunamwaya SC                                           | Kitende |
| 0004   | Uganda Revenue Authority SC (URA SC)                                       | Kampala |
| 0002   | Prisons FC                                                                 | Kampala |
| 0002   | Simba FC inclusief Army                                                    | Lugazi  |
| 0001   | Coffee United SC                                                           | Kakira  |
| 0001   | Police FC                                                                  | Jinja   |
| 0001   | Uganda Commercial Bank                                                     | Kampala |
| 0001   | Nile Breweries FC                                                          | Jinja   |

## Deelnemers 2024/25
In volgorde eindstand 2023/24
(P) = gepromoveerd
In 2023/23 waren Arua Hill SC (Arua), Busoga United FC (Jinja) en Gaddafi FC (Jinja) de degradanten naar de FUFA Big League.